# V
V (\ وي \، أو \ أو كنسوننس \) الحرف الثاني والعشرون من الأبجدية اللاتينية.
ليس هناك حرف مقابل للحرف V في اللغة العربية، ولكنه قد يعرب ف أو ڤ.

## استخدام
- في الكيمياء يرمز V لعنصر الفاناديوم.
- يرمز الحرف V للنصر (من كلمة Victory بالإنكليزية).
- يرمز الحرف V لرقم 5 في الترقيم الرومانية